# 塹壕

1916年のソンムの戦いにおけるイギリス軍の塹壕。右の見張りの兵士以外は休息を取っている。

塹壕（ざんごう、仏: tranchée、英: trench、独: Graben）は、戦争において敵の銃砲撃から身を守るために陣地の周りに掘る穴または溝である。
野戦においては南北戦争から本格的に使用され始め、現代でも使用されている。日本陸軍では散兵壕（さんぺいごう）と呼んだ。個人用の小さなものは蛸壺（タコツボ）、蛸壺壕、フォックスホール（英語: foxhole）と呼ばれる。
戦闘陣地の一種と位置付けられる。簡素な手掘りの穴から、柵や有刺鉄線、土塁、土嚢、木材、コンクリートなどで補強された野戦築城まで、様々な様式が存在する。

## 歴史
外敵の侵入を難しくするために、集落や城砦、軍営などに堀や壕、濠（水を湛えたもの）を設けることは古来行われてきた。日本では環濠集落の遺構が各地で出土している。古代ローマでは野営地（カストラ）の周囲に堀を掘ることがあった。
本格的な塹壕戦は、627年に中東で行われたハンダクの戦いが嚆矢と言われている。イスラム教の開祖ムハンマドは、メディナへ侵攻するメッカ連合軍の騎兵部隊を妨害するため、ペルシア人技術者のサルマーン・アル＝ファーリスィーに命じマディーナの周囲に塹壕（ハンダク خندق Ḫandaq/Khandaq）を掘らせて、攻撃に備えた。当時の中東では、騎兵による一騎打ちが伝統的な戦いであり、攻城戦の概念がない連合軍は攻略に手間取った。連合軍はメディナ周囲の砂漠で野営を続けたことにより消耗し、最終的に攻略は断念された。このためサルマーンは、アラブ諸国の軍隊で世界初の工兵とされている。なお、塹壕を掘るための金属製シャベルを発明したのもサルマーンで、世界初の塹壕戦からシャベルは武器としても使用されていた。サルマーンが使用していたシャベルは現在でもエジプトにあるモスク（サルマーンの墓でもある）に聖遺物として安置されている。
このように、初期の塹壕は防御側が攻城側の進攻を防ぐ目的で掘られたが、火縄銃などの火器の普及以降は、攻城側が防御側からの射撃を避けるために利用するなど、共に塹壕を掘るようになった。ヨーロッパにおいては、野戦でも使われるようになった。イタリア半島で行われたチェリニョーラの戦い（1503年）では、塹壕から射撃したスペイン軍の火縄銃兵が、フランス軍騎兵とスイス傭兵槍部隊の突撃に勝利した。また、日本の戦国時代における長篠の戦い（1575年）においても、織田信長・徳川家康の連合軍は、火縄銃兵の隊列前面に「乾堀（かわきぼり）」と呼ばれる身を隠す土居を築いたと『三州長篠合戦記』に記されており、名和弓雄は、有名な馬防柵より武田勝頼軍の突撃阻止には効果的だったとの見解を示している。大坂冬の陣図屏風にも真田丸からの銃撃に対して塹壕戦で対抗する徳川方が描かれている。
大砲の発達と築城術の向上で巨大な要塞が生まれ、それに対抗する攻城術も生まれた。17世紀後半の代表的な攻城術は次のようなものである。
1. 要塞に対して複数の包囲網を敷く。
2. 内側で要塞の城壁に平行な壕（平行壕）を掘る。
3. これを起点として塹壕（交通壕、斜壕とも）を掘りつつ要塞に接近する。

塹壕は要塞からの縦射を避けるためにジグザグに掘る事が多かった。ある程度要塞に近づいたら第2、第3の平行壕を掘り、再び斜壕を掘って要塞へとにじり寄る方法がとられた。

### 中世から近世
中世に発明された銃は改良を続け、近世には銃剣の発明により、歩兵の武器は小銃に統一された。その一方で、刀剣や銃剣を利用しての白兵戦も盛んに行われていた。この当時の銃はまだライフリングがないマスケット銃であり、命中精度が低かった。また、前装式のため装填に時間がかかり、歩兵同士での撃ち合いでは決着が付けにくかった。近代においても、隊列を組んだ戦列歩兵が「敵の白目が見える」ような至近距離まで伏せることもなくそのまま行進し、一斉射撃を交した後に着剣小銃で突撃し、決着は白兵戦で付けられた。
このため、塹壕は限定的にしか使われず、攻城戦において防衛側から一方的に浴びせられる銃砲撃から、攻め手側を守る時以外では使われなかった。

### 戦争の近代化と塹壕戦の発生
戦争の近代化は、戦場において兵士が銃弾から身を隠す必要性を増大させた。既に19世紀の南北戦争やクリミア戦争では、銃火器の有効射程が大幅に増したため、兵士は塹壕や掩蔽壕に隠れる必要性に迫られた。連続射撃では視界を奪うほどの白煙を生む黒色火薬が、視界を妨げず、残渣が少なく銃腔内を汚しにくい上に威力も増した無煙火薬に取って代わられた。
さらには後装銃の普及と武器・弾薬の生産力補給力の増強、さらには火力の密度が増したこと、命中率の高いライフル銃の普及により、遠距離から狙撃されるようになった。20世紀にさしかかる頃には、手動式連発銃の普及と弾薬供給力のさらなる増強で、火力の密度がより増した。

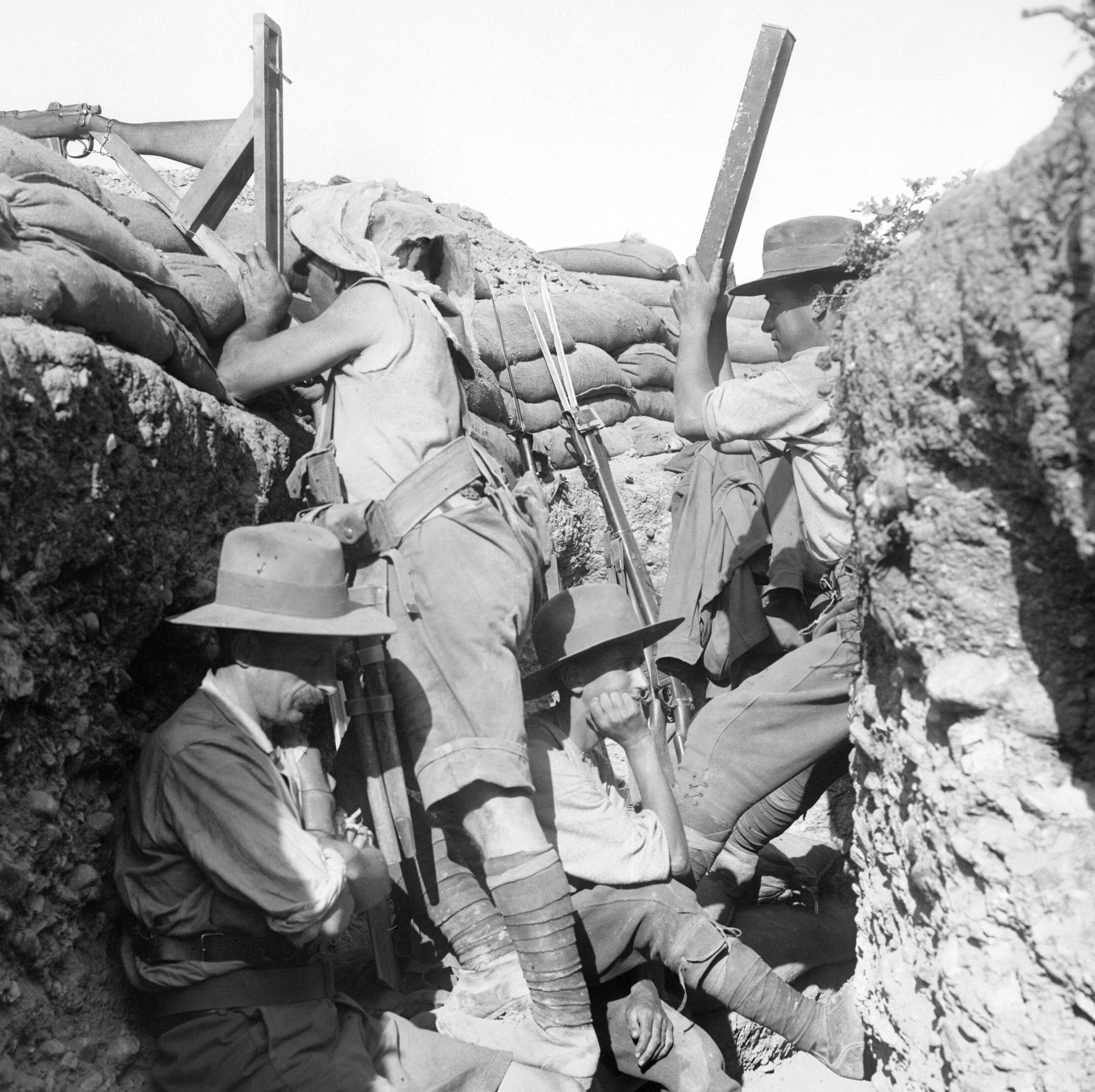
ガリポリの戦いで、塹壕の中から潜望鏡付き狙撃銃を操作するオーストラリア軍歩兵。右は潜望鏡を持った観測手（1915年）

第一次世界大戦においては、機関銃の大規模運用により、歩兵や騎兵による正面突撃を確実に撃退しうる火線が完成したこと、発達した鉄道網による迅速な増援・補給が行われたことによって、従来の戦術で塹壕地帯を突破することは困難になった。
しかも、敵軍に塹壕を迂回されるのを阻止するために、拡張を続けたフランス・ドイツ両軍の塹壕線は次々と横に延び、特に西部戦線では、北はベルギー国境近くの北海から南は永世中立国であったスイス国境地帯までの長大な塹壕地帯が形成され（いわゆる「海への競争」）、塹壕地帯を迂回して進軍することは不可能になった。開戦2か月ほどでほぼこの距離、長さ700kmに達している。
防御優位の戦況は、前線の膠着をもたらし、お互いに塹壕を築いて長期間にわたり睨み合う総力戦となった。この過程で戦争の中心は従来の会戦から、敵の塹壕を制圧する事を目指す塹壕戦へと変わっていた。これは戦争初期、ドイツ陸軍が迅速な機動戦によりフランスを攻略しようとした、初期のシュリーフェン・プランが失敗した結果である。大砲の砲弾で相手側塹壕を攻撃、頃合いを見て突撃するという方法である。幾度もの攻防で、数千-数十万人の犠牲を積み上げるも、双方とも塹壕地帯を突破しきれず、終戦までの約4年間にわたり塹壕戦が続いた。塹壕戦での突撃による総攻撃のタイミングを合わせるため、兵士らの間に時計が普及するようになったという。
塹壕戦が始まると、塹壕を掘る作業が歩兵の最も重要な仕事の一つとなった。第二次世界大戦の頃には「歩兵の仕事は8割が塹壕掘り」と言われるまでになった。

## 構造

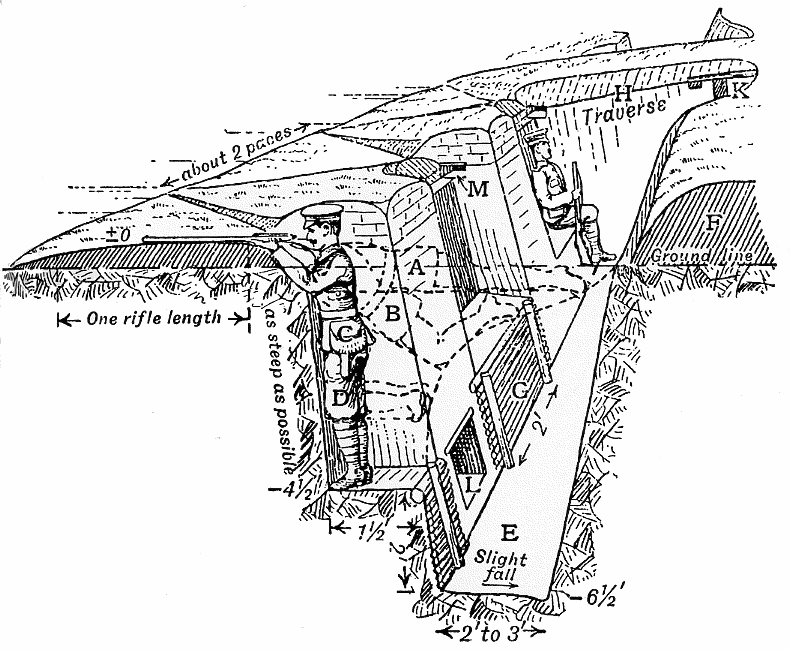
1914年のイギリス軍の歩兵向け野戦築城教範による塹壕構築の要領。壕の深さにはAの伏射用、BおよびCの膝射用、Dの立射用と何種類かある

塹壕に篭る歩兵にとっての脅威は、敵歩兵の突撃以上に、砲弾や手榴弾が炸裂した際に飛散する弾片や石である。これらの被害を最小限に食い止めるために、塹壕をジグザグに掘ったり、投げ込まれた手榴弾を処理するための穴や溝が塹壕内に設けられたりした。なお、手榴弾の威力は爆散する破片による負傷が主であり、数十センチメートル-1メートル程度の穴に落とし込めば、周囲の人間が負傷することは無いとされている。
前述のように、第一次世界大戦の西部戦線では、両軍とも敵に背後に回り込まれないよう、両翼に向けて塹壕を掘り進めて行くうちに、スイス国境からイギリス海峡までの広大な塹壕が到達した。
塹壕の壁面は、砲撃による振動で崩れないよう、ドイツ軍は深く掘って鉄筋やコンクリート、煉瓦で補強した一方、連合国側は木材で補強しただけで掘り具合も浅く、土が剥き出しの部分も多く泥だらけのままだった。また、地下水に対応するため、底部には排水用の溝が掘られ、通路面には簀子が敷かれることもあった。この違いには、両軍の配置転換方針の違いの他、ドイツは日露戦争の戦訓を研究して、塹壕強化の重要性を理解していたという説もある。
それでも、降雨などの増水時には塹壕にはしばしば水が溜まったため、兵士たちは汚水まみれのぬかるんだ泥に足を突っ込んだまま、いつ攻めて来るか判らない相手を待ち続けなければならなかった。あるイギリス兵の手記では、この様子が克明に記されている。
このような特殊かつ不衛生な環境による伝染病は元より、塹壕口内炎や塹壕足（重篤な水虫や凍傷によって循環器系障害を起こし、酷い場合は足を切断した）などの特有の病気も発生した。特に寒冷地においてはその被害は甚大なものとなり、戦後復興に大きな暗い影を落とした。また、塹壕内にはネズミやゴキブリの衛生害虫が大量に発生し、これによる伝染病や食糧の食害も多発した。

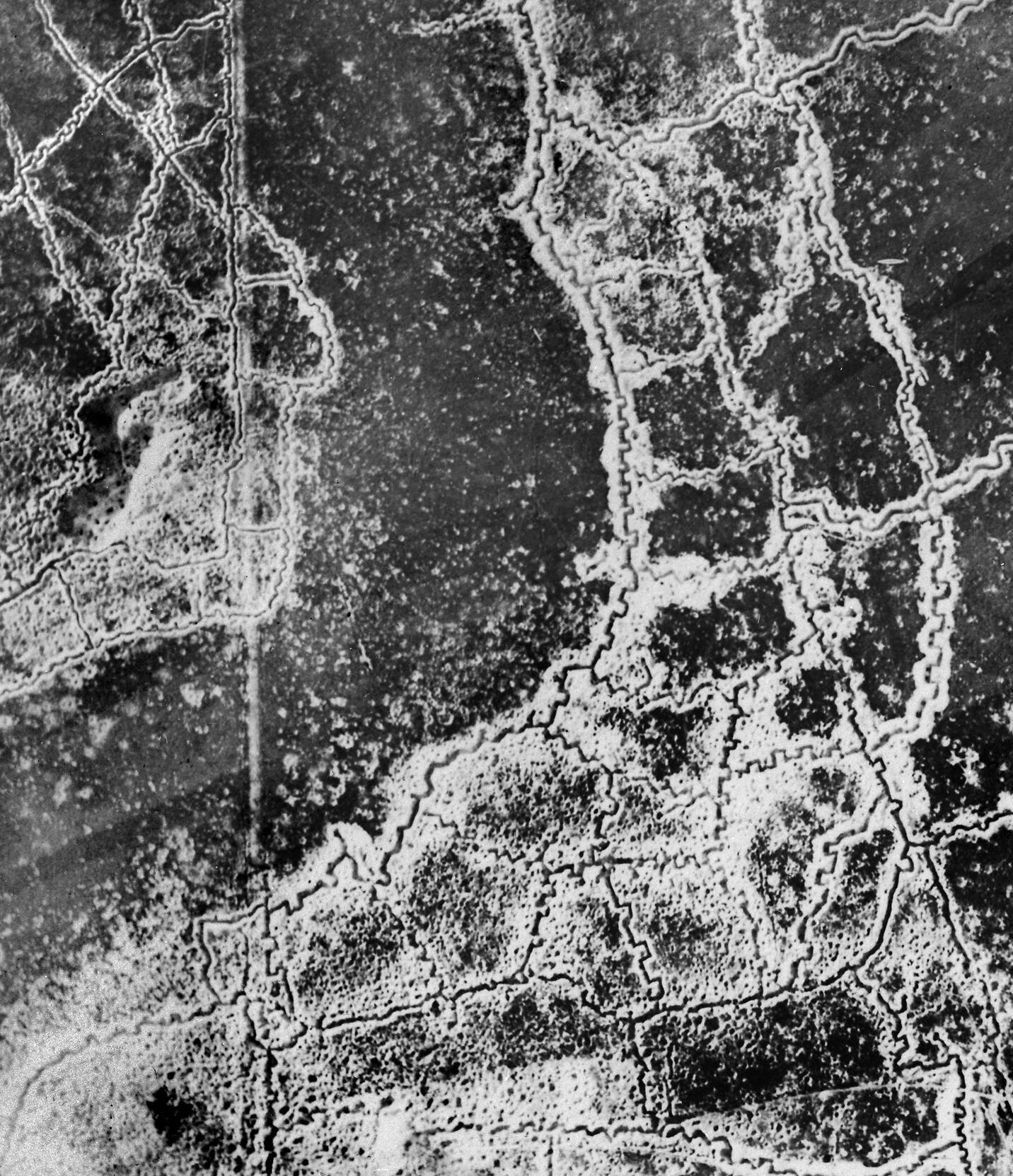
第一次世界大戦時のドイツ軍の塹壕線。左上はイギリス軍の塹壕線。その間は無人地帯。

大日本帝国陸軍の塹壕には、立射用の他に、膝射用、伏射用などがあった。形式上は自然地を堀拡するもの、自然地上に土嚢などで掩体を設けるもの、断崖その他の自然地を利用するものなどがあり、一般的に利用される堀拡式立射用塹壕について述べれば、胸墻、壕および背墻から構成されていた。
壕は自然土を掘り下げ、胸墻および背墻は壕を堀拡した除土で構築され、作業には小円匙あるいは円匙を使用し、土質が堅固な場合あるいは樹木の株、岩石地などでは小十字鍬、十字鍬または鶴嘴を使用していた。火線のための射撃設備は、照準高、臂座、内斜面、頂斜面および踏垜の形状を能率的に経始する必要があった。照準高は立射のためには1m30cm、膝射のためには80cm、伏射のためには25cmとされ、臂座は照準の時に臂をもたせて銃身を安定させ、その上に弾薬を置くもので、内頂の下方25cmに設け、幅は30cmとされていた。
内斜面、すなわち散兵の胸腹部が接する斜面は、射撃を容易にし、射手の掩護を良好にするためになるべく急峻にするが、地形が前方に降下する時はむしろ緩やかにするのがよいとされており、頂斜面の傾度は前地を自由に射撃し得るように適宜に決められていた。踏垜は積土であるため敵に発見されやすいのでなるべく低くし、表面は偽装で掩し、内頂から頂斜面の起部までは少なくとも1mとするとされ、背墻は塹壕の後方における弾丸の爆発の危害から射手を掩護するもので、敵に発見されないように胸墻より低くし、厚さは砲弾の弾子および破片に対しては40cm、小銃弾に対しては1mとされた。
塹壕には、壕外への進出に便利ならしめるために足掛り、梯子または階段を設け、あるいは壕上の通過を容易にするために、短橋が架された。

## 塹壕突破戦術

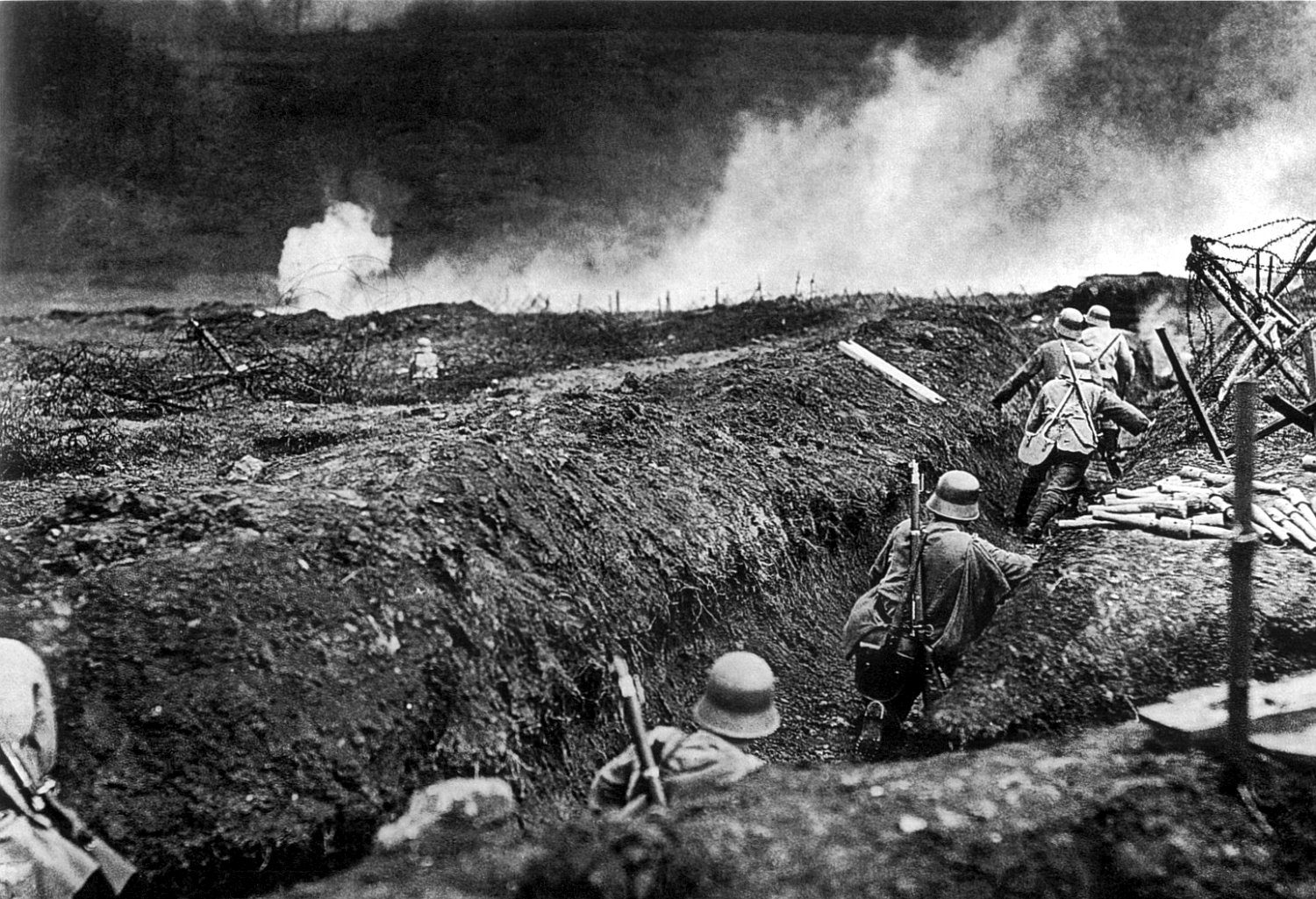
セダン近郊で訓練を行うドイツ軍の突撃兵（1917年5月）

大規模な塹壕戦が展開された日露戦争では、塹壕に潜む敵兵を殺傷する手段として小型爆弾を塹壕に投げ込む戦法がとられ、特に日本軍は多大な被害を出した。さらに遠距離の塹壕へ砲弾を投げ込むために、日露双方で迫撃砲が作られた。迫撃砲を英語で「トレンチ・モーター（trench mortar、『塹壕の臼砲』を意味する）」と呼ぶようになったのは、これに由来する。
重機関銃による掃射が発達した第一次世界大戦では、防御側の塹壕をいかに突破するかという戦術に両軍とも頭を悩ませた。
砲撃
第一次世界大戦の戦死者で最も多かったのは、塹壕内で砲撃を受けたことによるものであった。しかし、次第に砲撃をやり過ごすための退避壕が併設されるようになったため、不意打ちの時を除いて、砲撃のみで殺傷するのが難しくなっていった。そして、いざ攻撃側の兵士が塹壕を攻撃する段になると、誤射を防ぐため準備砲撃を止めざるをえず、その間に退避壕に隠れていた兵士が塹壕に戻って迎え撃たれてしまう。それでも、大量の準備砲撃で攻撃を容易にしようという試みがなされた。しかし、長時間の準備砲撃を行うことは、準備段階で敵に攻勢を知らせることとなり、奇襲効果が薄れてしまい、逆に奇襲を優先すれば十分な砲撃ができないというジレンマに陥ってしまう。結局、砲撃だけでは塹壕の防御機能を十分に破壊することは困難だった。
歩兵による突撃
歩兵による突撃を反復して行えば、いつかは防御側の第一線塹壕を占領できるものの、防御側の塹壕は二重、三重のラインで築かれているのが通常であり、悪戯に兵力を消耗させることになりかねず、また第一塹壕線は元の敵陣であるため、防御側の砲兵の照準は完璧であり、攻撃側がその場に留まっていれば砲撃の餌食となってしまう。また、このような犠牲の大きな攻撃を繰り返せば、将兵の損失だけでなく、士気の低下も甚大なものとなる。事実、第一次世界大戦中のニヴェル攻勢の失敗以降、フランス軍では大規模な抗命や反乱が続発した。
毒ガス
毒ガスは、第一次大戦中のイーペルの戦いでドイツ軍が西部戦線において初めて使用した（イペリット）。使われた毒ガスは比重が空気より重いため、塹壕や地下壕の底に溜まり、歩兵に被害を与えることができる。だが、初期の毒ガスは呼吸器系統に作用する塩素系ガスであったことから、防御側の歩兵が防毒マスクを適切に着用すれば、さほど効果をあげることはできなかった。そのため、皮膚に触れただけで作用する糜爛性のマスタードガスや、ガスマスク着用でも防ぐのが難しい催涙剤との併用戦術などが登場した。しかし、これらのガス類は、一度散布するとコントロールすることは不可能であり、進撃する自軍兵士のみならず、風向きによっては自陣にまで被害を及ぼす恐れがあったため却って使い勝手が悪く、やがて大規模に使われることはなくなった。
坑道戦
坑道戦は、防御側の塹壕の地下にトンネルを掘り進み、地下で爆弾を爆発させて塹壕を破壊するものである。イギリス軍はメシヌの戦いで坑道戦を実施し、地下に仕掛けた600トンの爆弾で1万人以上のドイツ兵を殺傷した。だが、この時のトンネルの掘削には2年半の作業期間を要するなど、あまりにも時間がかかりすぎるため、特殊なケースを除けば実用的ではない。
戦車
戦車は元来歩兵の突撃を支援する目的で開発され、ソンムの戦いでイギリス軍が初めて使用した。戦車は、装甲が施され、無限軌道を装着しており、無人地帯の荒れ地や、有刺鉄線のバリケード、機関銃弾をものともせず前進することができた。しかし、防御側が幅の広い対戦車壕を設けると、戦車でも突破しきれず、塹壕突破の決定的手段とはならなかった。また、対戦車銃や野砲により戦車の装甲を破ることが可能であるため、砲兵の一部を対戦車戦闘に従事させることで撃破することは可能であった。
空爆
当初は偵察任務が主だった航空機も、膠着する塹壕戦への突破策として乗員による塹壕への爆発物の投下が試みられるようになり、さらに大量の爆弾を装備・投下できる爆撃機の開発へと繋がっていった。
浸透戦術
浸透戦術は、ドイツ軍がリガ攻勢やカポレットの戦い、1918年春季攻勢で実施した戦術である。長い塹壕線には、部分的に手薄な地点や防御上の死角がどこかにあり、分隊単位で編成された軽装備の突撃部隊（Stoßtrupp）が、現場の判断でそうした地点を探して突破し、防御側との交戦を避けつつ第二、第三線の塹壕も突破する。複数地点で同時にこの攻撃を実施することで防御側を混乱させ、その間に司令部や砲兵陣地を衝く。指揮系統との連絡や砲兵の支援を失った防御側の前線部隊は無力化されることになる。ドイツ軍は浸透戦術を採用してカポレットの戦いに圧勝し、西部戦線でも前進に成功した。だが突撃歩兵はあくまで軽歩兵であり、限られた装備・補給しか持たないので、防御側が十分な予備兵力を持ち、迅速に戦線の穴を塞ぐと、それ以上の突破を続けることは困難であった。
電撃戦
第一次世界大戦で敗れたドイツ軍は、第二次世界大戦では戦車の集中使用による電撃戦を創始した。まず歩兵部隊が浸透戦術をもって防御側の戦線に穴を開け、防御側の予備兵力がこれを塞ぐ前に戦車部隊が穴から突出し、一挙に敵の背後に回り込む。1939年のポーランド戦（厳密には電撃戦ではなく殲滅戦理論に基づいたものである）や1940年のフランス戦では、ドイツ軍は電撃戦により連合軍をわずか数週間で崩壊させた。しかしその後も、1943年以降のイタリア戦線や、大戦後の朝鮮戦争など、戦車の集中運用が困難な山岳地帯が戦場となった場合は、引き続き塹壕戦が展開された。

## 現代の歩兵と塹壕

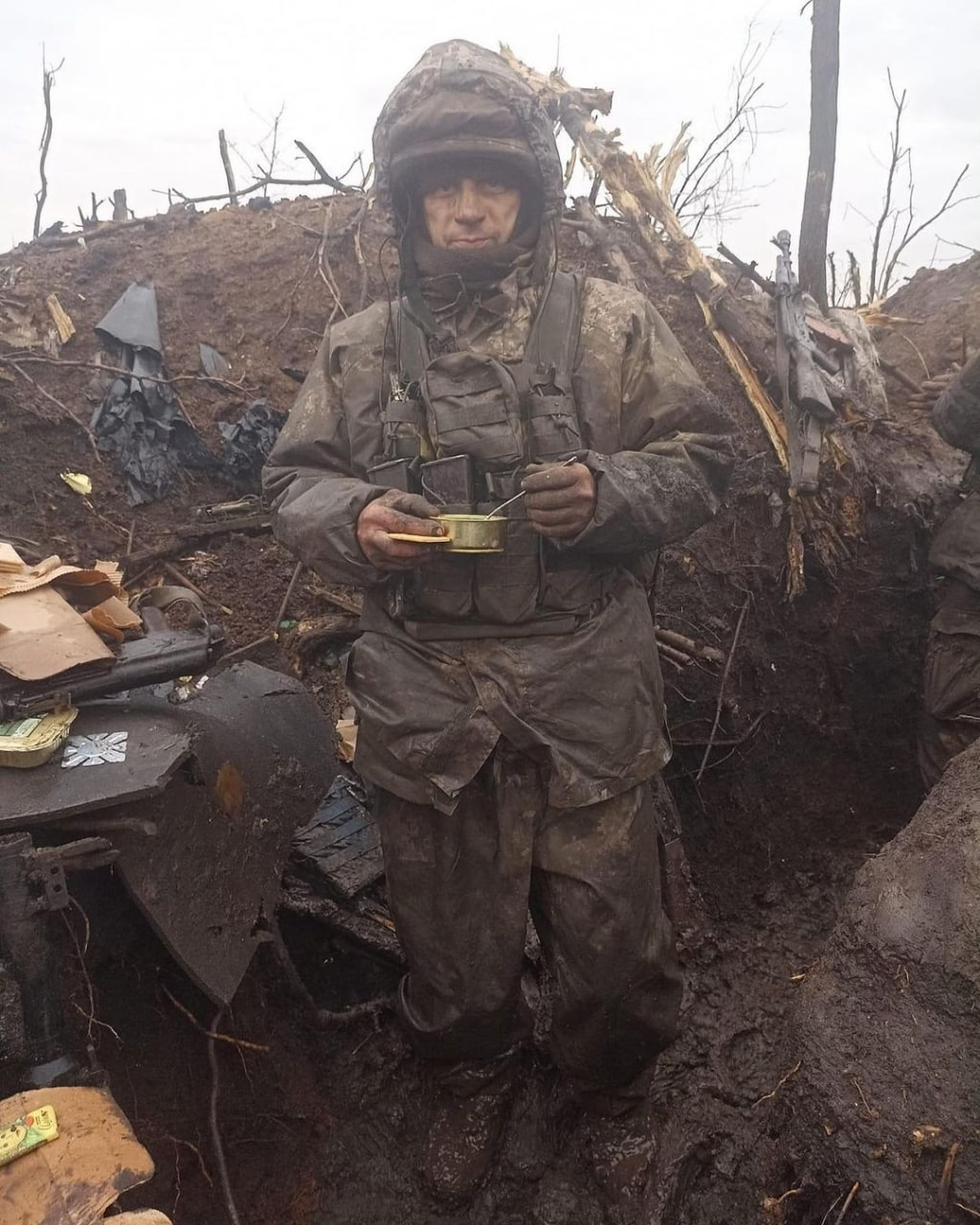
バフムートの戦いの中、塹壕で食事を摂るウクライナ軍兵士。2022年2月以来、ロシアのウクライナ侵攻では数十万人が死亡している。

現代戦でも、歩兵は拠点の制圧や防衛に欠かせない兵科として運用されている。拠点を精密に攻撃する兵器の登場により、格好の標的とされやすい要塞やトーチカは、歩兵の防御戦闘ではかつてに比べ意義を大きく減じている。逆にそうした兵器は、広範囲に分散して塹壕に潜む歩兵部隊に大きな損害を与え難いとされる。

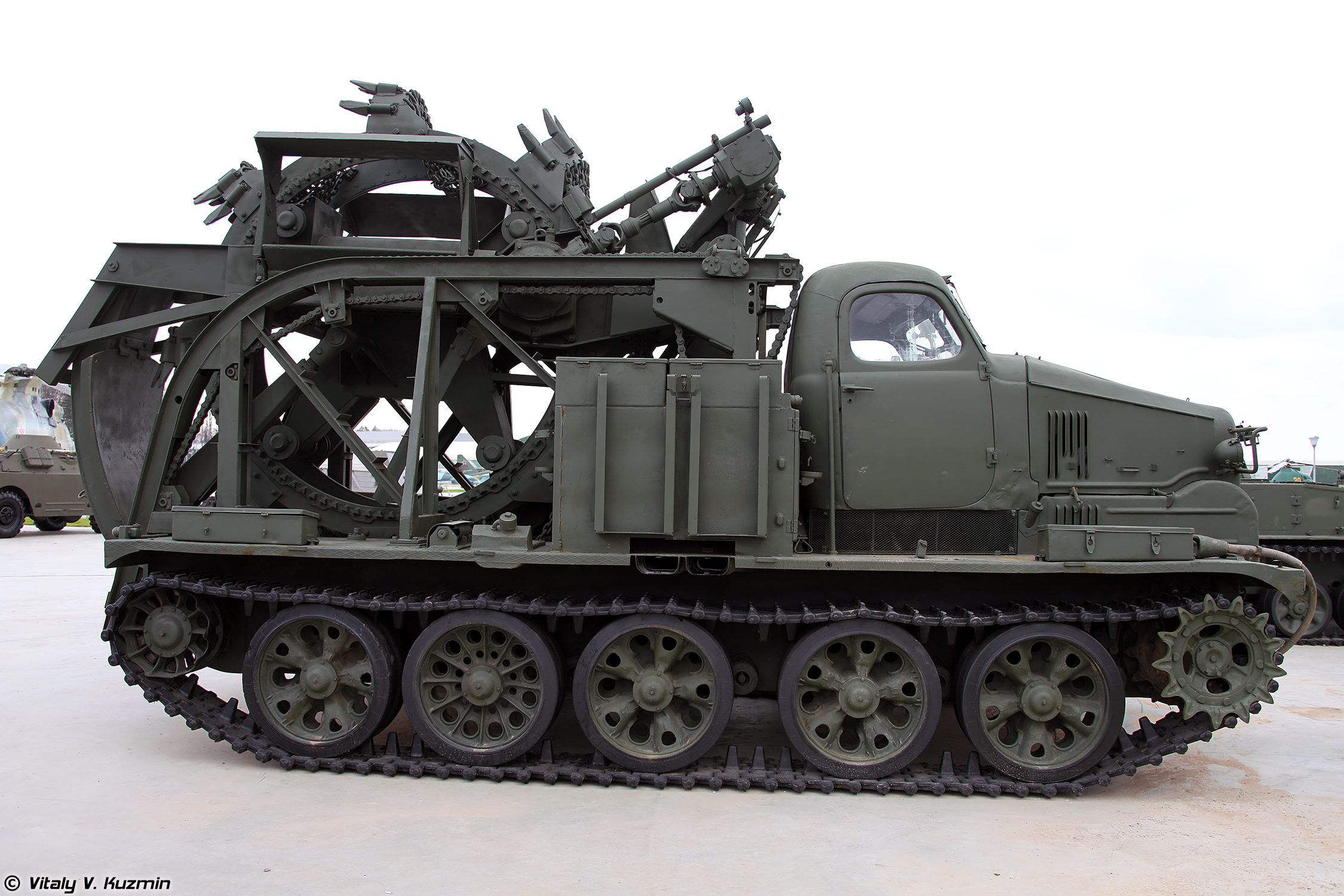
BTM-3

戦車の生みの親でもある英国のチャーチルが開発させた、130トンにも達する巨体で鈍重な塹壕掘削機カルチベーター No.6は、恐竜的な時代遅れの存在とみなされ実戦運用されることは無かったが、大戦以後に長足の発展普及を遂げた土木重機の技術、あるいはそのものを応用（陸上自衛隊の掩体掘削機など）することで、機械化部隊の来寇にも対応しうる速さで塹壕や掩体壕を含む陣地等の構築が可能になり、各国の工兵はこれらの重機械を広く装備するようになった。中にはあらためて塹壕掘削専用の機材も、1970年代のソ連でBTM-3などが開発され、2020年代現在のロシア軍でも保有運用が続けられている。
核爆発ですら、防護服に身を包んで広範囲の塹壕に散らばる歩兵を、完全に一掃するには至らない。そもそも、分散した歩兵大隊を倒すのに、戦術核兵器を幾つも使用することは、費用対効果の面で非常に無駄が多く、仮に制圧できたとしても、使用後に放射能汚染を残すため、その地点は使用不可能となる。また、核兵器を実戦で使用すれば、国際社会から激しい非難を受けることは免れず、戦争を継続する大義が失われてしまう。
その一方で、高威力で放射能汚染が無く、戦術核と比較しても安価な燃料気化爆弾の登場は、次第にこれら塹壕の存在意義を脅かしつつある。この爆弾は、広範囲に大幅な気圧の変化を伴う衝撃波を発生させ、塹壕内の兵士を圧死させてしまう。近距離では莫大な熱量を瞬間的に発生させるため、これによる被害も大きいとされる。
なお1990年代の湾岸戦争において、援護されたドーザーブレードを装着した戦車により、イラク軍の塹壕をそのまま埋め立ててしまう作戦が行われた。この作戦は塹壕戦における新しい脅威とも言えるが、逃げ遅れたイラク兵の一部が生き埋めとなったという報告があることから、人道上において忌み嫌われる「戦争行為を逸脱した残虐な殺害」に当たるのではないか、とアメリカ合衆国で議論となった。
2022年ロシアのウクライナ侵攻では、ロシア軍とウクライナ軍双方がドローンを積極的に使用。塹壕内の兵士の位置をドローンにより把握して爆発物を投下、もしくはドローン自体を突入させるなどの作戦行動が取られた結果、塹壕の有効性に影響が生じた。

## 塹壕戦を描いた作品
- アラトリステ (映画)- 中盤で1625年のブレダ攻城戦における塹壕戦（坑道戦を含む）が克明に描写される。
- ザ・トレンチ（塹壕） - 第一次世界大戦ソンムの戦い
- 西部戦線異状なし - 第一次世界大戦西部戦線
- 突撃 (1957年の映画) - ハンフリー・コッブの小説『栄光の小径』が原作の映画。第一次世界大戦
- 1917 命をかけた伝令 - 直接の塹壕戦は登場しないが、第一次世界大戦当時の塹壕の様子が多く描かれている。
- 担へ銃 - 第一次世界大戦
- スターリングラードの塹壕にて - ヴィクトル・ネクラーソフ著。スターリングラード攻防戦